# Proton (họ tên lửa)
Proton (tiếng Nga: Протон) (tên định danh chính thức: UR-500) là một hệ thống phóng dùng 1 lần được sử dụng cho cả các vụ phóng vũ trụ của chính phủ và thương mại Nga. Tên lửa Proton đầu tiên được phóng vào năm 1965. Các phiên bản hiện đại của hệ thống phóng vẫn được sử dụng kể từ năm 2019, khiến nó trở thành một trong những tên lửa đẩy hạng nặng thành công nhất trong lịch sử tàu vũ trụ. Tất cả các tên lửa Proton được chế tạo tại nhà máy của Trung tâm nghiên cứu và sản xuất tên lửa vũ trụ Khrunichev ở Moscow và động cơ thiết kế tại Cục thiết kế tự động hóa học  ở Voronezh, sau đó được vận chuyển đến sân bay vũ trụ Baikonur.
Cũng như nhiều tên lửa của Liên Xô, tên các tên lửa đẩy liên quan đến trọng tải vệ tinh mà nó mang lên quỹ đạo. Tên gọi "Proton" bắt nguồn từ một loạt các vệ tinh khoa học có tên tương tự, là một trong những vệ tinh đầu tiên mà tên lửa đưa lên quỹ đạo. Trong Chiến tranh Lạnh, nó được các cơ quan tình báo phương Tây chỉ định là D-1/D-1e hoặc SL-12/SL-13.
Tên lửa có khả năng mang 22,8 tấn (50.000 lb) tải trọng lên quỹ đạo Trái đất tầm thấp, hay 6,3 tấn (14.000 lb) lên quỹ đạo chuyển tiếp địa tĩnh. Tên lửa cũng phục vụ cho các vụ phóng vệ tinh thương mại của công ty International Launch Services (ILS). Dự kiến, tên lửa đẩy Proton sẽ ngừng phục vụ trước năm 2030.

## Lịch sử
Tên lửa đẩy Proton ban đầu được thiết kế như một loại tên lửa ICBM hạng nặng có khả năng mang đầu đạn nhiệt hạch có đương lượng nổ 100-megaton (hoặc lớn hơn) với tầm bắn là 13,000 km. Tuy nhiên nó không bao giờ được triển khai thực tế và thay vì mang đầu đạn, nó được sử dụng để phóng tàu vũ trụ. Tên lửa Proton được thiết kế bởi viện thiết kế của Tổng công trình sư Vladimir Chelomei và nó là đối thủ cạnh tranh trực tiếp với tên lửa đẩy N1 của Sergei Korolev, với tham vọng đưa tàu vũ trụ với phi hành đoàn gồm hai người lên Mặt trăng; Korolev công khai chỉ trích các thiết kế tên lửa của Chelomei do các thiết kế này sử dụng tên lửa nhiên liệu độc hại.
Proton được thiết kế sao cho tầng đầu của tên lửa có thể vận chuyển bằng tàu hỏa. Thân chính của tên lửa có bể chứa chất Oxy hóa, xung quanh thân tên lửa là sáu bể chứa nhiên liệu lỏng, đồng thời cũng là nơi để gắn động cơ. Các bể chứa này không được tách ra sau khi động cơ đốt cháy hết nhiên liệu như các loại tên lửa đẩy dùng tầng khởi tốc khác. Tầng đầu và tầng thứ hai được liên kết với nhau bởi cấu trúc giống như cấu trúc tinh thể. Cấu trúc này cho phép khi động cơ tầng hai khởi động ngay trước khi tầng đầu tiên tách ra, luồng phụt từ động cơ sẽ có thể thoát ra bên ngoài.
Do thời gian phát triển rất gấp rút, nên việc phóng thử tên lửa liên tiếp thất bại từ năm 1965 đến năm 1972. Đến năm 1977 thì Proton mới hoàn thành các thử nghiệm cấp Nhà nước, và khi đó nó đã đạt được độ tin cậy được đánh giá là 90%.
Thiết kế của tên lửa Proton được giữ bí mật đến tận năm 1986, các chương trình truyền thông chỉ cho thấy cấu trúc tầng bên trên của tên lửa. Lần đầu tiên tên lửa Proton được công khai là khi TV phát sóng vụ phóng trạm không gian Mir.
NPO Electropribor đảm nhận việc thiết kế và sản xuất hệ thống dẫn đường, định vị và điều khiển cho tên lửa. Sau này viện thiết kế được đổi tên là JSC Khartron (Kharkov, Ukraine).
Tên lửa đẩy Proton đã phóng thành công tầu vũ trụ không người lái đến quỹ đạo quanh Mặt trăng và trở lại Trái đất, do đó nó được dự kiến sẽ là tên lửa đẩy mang tầu vũ trụ có người lái đến quỹ đạo quanh Mặt trăng và trở lại Trái đất trước khi người Mỹ thực hiện sứ mệnh Apollo 8. Proton là tên lửa đẩy đã phóng trạm Salyut, các thành phần chính và các module mở rộng của trạm không gian quốc tế Mir, module Zarya và Zvezda của trạm ISS.
Proton cũng là tên lửa đẩy phục vụ phóng vệ tinh thương mại, phần lớn trong số chúng được quản lý bởi công ty Dịch vụ phóng vệ tinh quốc tế (ILS). Lần phóng vệ tinh thương mại đầu tiên diễn ra vào 9/4/1996, tên lửa Proton đã phóng lên quỹ đạo mang theo vệ tinh viễn thông SES Astra 1F.
Proton phóng vệ tinh thương mại lần cuối cùng vào ngày 9/10/2019 mang theo vệ tinh Eutelsat 5 West B và Mission Extension Vehicle-1 lên quỹ đạo địa tĩnh.

## Proton 8K82K
Phiên bản (ký hiệu của GRAU) 8K82K còn được biết đến là "Proton K". Nó sử dụng nhiên liệu rất độc hại là dimethyl hydrazine bất đối xứng và dinitrogen tetroxide. Chúng là nhiên liệu hypergolic mà sẽ bốc cháy ngay khi tiếp xúc, mà không cần một hệ thống đánh lửa, và có thể được lưu trữ dưới nhiệt độ phòng. Điều này giúp không cần phải có các bộ phận chịu nhiệt độ thấp và cho phép tên lửa ở trên bệ phóng vô thời hạn (các tên lửa đẩy khác có khả năng như vậy bao gồm tên lửa đẩy Titan II của Mỹ, Titan III và Titan IV, Trường Chinh 2 và 4 của Trung Quốc, Tsyklon của Ukraina/Nga, Kosmos-3 và Kosmos-3M của Liên Xô/Nga và tên lửa đẩy Ariane từ phiên bản 1 đến 4 của châu Âu). Ngược lại, nhiên liệu lỏng siêu lạnh cần được bổ sung định kỳ khi chúng sôi lên ở nhiệt độ thông thường.
Tầng tên lửa thứ tư có thể có nhiều dạng khác nhau, tùy thuộc vào nhiệm vụ. Dạng đơn giản nhất là Blok D. Blok D không có module dẫn đường, mà chỉ phụ thuộc vào tàu thăm dò để điều khiển bay. Ba phiên bản Blok DM khác nhau (DM, DM2 và DM-2M) dành cho quỹ đạo Trái đất tầm cao. Blok D/DM khác nhau ở chỗ nhiên liệu được chứa trong một bể chứa hình xuyến, xung quanh động cơ và phía sau bể chứa chất oxy hóa.
Các cuộc phóng thử nghiệm tên lửa Proton vào năm 1965–66 chỉ sử dụng hai tầng đẩy khởi tốc đầu tiên, tên lửa hoàn chỉnh với bốn tầng được thử nghiệm phóng lần đầu vào năm 1967. Khi chương trình thám hiểm không gian của Liên Xô bắt đầu vào năm 1971, Proton đã không còn được trang bị Block-D do nó được sử dụng làm phương tiện phóng vào quỹ đạo Trái đất tầm thấp (LEO).
Các tải trọng mà Proton-K mang theo bao gồm trạm không gian Salyut, gần như tất cả các Module của trạm vũ trụ hòa bình Mir (trừ module ghép nối của trạm Mir được đưa lên quỹ đạo bởi tàu con thoi của Mỹ), cùng các module Zarya và module Zvezda của Trạm vũ trụ quốc tế. Nó được dự tính sẽ phóng tàu vũ trụ TKS cùng với phi hành đoàn, trước khi chương trình bị hủy bỏ, mặc dù đã có vài chuyến bay robot của tàu vũ trụ được thực hiện. Ngoài ra, dự định phóng tàu đổ bộ LK những năm 1970 cũng đã không bao giờ thành hiện thực.

## Proton-M
Nguyên bản tên lửa Proton M có thể mang theo trọng tải 3–3,2 tấn (6.600–7.100 lb) vào quỹ đạo địa tĩnh hoặc 5,5 tấn (12.000 lb) vào quỹ đạo chuyển tiếp địa tĩnh. Nó có thể mang khối lượng lên tới 22 tấn (49.000 lb) lên quỹ đạo Trái đất tầm thấp với độ nghiêng 51,6 độ, quỹ đạo của Trạm Vũ trụ Quốc tế (ISS).
Các cải tiến của Proton M bao gồm các sửa đổi ở các tầng tên lửa bên dưới để giảm khối lượng cấu trúc, tăng lực đẩy và sử dụng toàn bộ các thiết bị đẩy. Tên lửa sử dụng tầng Briz-M (Nga: Бриз nghĩa Breeze) có thể tích trữ nhiên liệu thay cho tầng Blok D/Blok DM, đã giúp loại bỏ yêu cầu cần những nguồn cung cấp đa nhiên liệu và oxy lỏng do chúng bị sôi; Proton-M cũng được phóng với tầng trên là tầng Blok-DM. Các kỹ sư cũng đang nỗ lực để giảm sự phụ thuộc vào các nhà cung cấp linh kiện tên lửa của nước ngoài như Ukraina. Với tầng tên lửa Briz-M, đường kính phần thân tên lửa mang tải trọng sẽ là 4,1 m (13,45 ft).
Các tên lửa đẩy Proton và tầng Briz-M được thiết kế và chế tạo bởi Trung tâm nghiên cứu chế tạo tên lửa vũ trụ Khrunichev ở Moscow. Trung tâm đảm nhiệm tất cả các chức năng kỹ thuật, lắp ráp và thử nghiệm tên lửa đẩy Proton. Với sự hợp nhất của các doanh nghiệp vũ trụ Nga, Khrunichev có quyền giám sát và kiểm soát trực tiếp tới 70% tất cả các hoạt động sản xuất của Proton từ khâu cung cấp đến khâu sản xuất. Việc hợp nhất các doanh nghiệp/nhà máy đã hỗ trợ trực tiếp cho những nỗ lực không ngừng của Khrunichev trong việc sản xuất tên lửa Proton.
Phiên bản tên lửa đẩy cải tiến Proton-M/Briz-M phiên bản III, đã được phóng thử nghiệm trong nhiệm vụ kép của Nga là Express AM-44 và Express MD-1 diễn ra vào tháng 2 năm 2009 và lần đầu thực hiện nhiệm vụ bay thương mại vào tháng 3 năm 2010 khi mang lên quỹ đạo vệ tinh Echostar XIV. Proton-M/Briz-M phiên bản III có khả năng mang 6150 kg tải trọng lên quỹ đạo chuyển tiếp địa tĩnh GTO, tăng 1150 kg so với Proton-M/Briz-M ban đầu, trong khi vẫn giữ nguyên thiết kế cơ bản.
Vào ngày 6 tháng 8 năm 2012, Cơ quan Vũ trụ Liên bang Nga đã để mất một vệ tinh liên lạc của Nga và Indonesia khi phóng chúng lên quỹ đạo bằng Proton-M do những trục trặc kỹ thuật ở tầng đẩy cuối. Vào ngày 2 tháng 7 năm 2013, một tên lửa đẩy Proton-M phóng ba vệ tinh dẫn đường GLONASS đã gợi nhớ đến thảm họa những năm 1960 khi ngay sau khi cất cánh tên lửa đẩy bị rơi gần LC-39 tại Baikonour, lần đầu tiên sau hơn 30 năm, tên lửa gặp sự cố ngay sau khi phóng; tất cả các vụ phóng tên lửa Proton sau đó đã bị đình chỉ để điều tra. Nguyên nhân vụ việc cuối cùng được xác định là do con quay hồi chuyển tỷ lệ đã bị lắp lộn ngược. Do đây không phải là lỗi tình cờ, người ta nghi ngờ rằng đã có một công nhân bất mãn hoặc say rượu tại nhà máy Khrunichev cố tình làm điều này.
Vào ngày 15 tháng 5 năm 2014, một tên lửa Proton-M/Briz-M mang theo một vệ tinh Ekspress bị lỗi ở tầng tên lửa thứ 3 do một ổ trục của cánh quạt phản lực bị hỏng. Các mảnh vỡ rơi xuống khu vực Mãn Châu. Vào ngày 21 tháng 10, một vệ tinh Ekspress khác đã không thể được đưa lên đúng vị trí dự kiến trên quỹ đạo do tầng Briz bị ngắt sớm hơn dự kiến 24 giây.
Vào ngày 16 tháng 5 năm 2015, một vệ tinh truyền thông MEXSAT đã không thể được đưa lên quỹ đạo do một sự cố khác ở tầng tên lửa thứ ba, đây là vụ phóng Proton mang vệ tinh thất bại lần thứ tám kể từ năm 2010.
Trung tâm thiết kế Khrunichev bắt đầu phát triển một loạt các cải tiến trong phiên bản tên lửa thứ tư để bắt kịp với nhu cầu thị trường và xu hướng phát triển của các vệ tinh thương mại. Việc thực hiện các cải tiến Proton Briz-M phiên bản IV đã được hoàn thành vào năm 2016. Sau khi cải tiến tên lửa có khả năng mang được khối tải trọng 6320 kg lên quỹ đạo chuyển tiếp địa tĩnh.

## Các phát triển trong tương lai
Các nâng cấp trên tên lửa Proton được tạm hoãn khi tên lửa Angara chuẩn bị được đưa vào sử dụng. Cải tiến lớn nhất của tên lửa Proton là việc tên lửa Proton cải tiến sẽ sử dụng tầng tên lửa mới mang tên KVRB thay thế cho Bock-D/Block-DM. Tầng KVRB sẽ giúp gia tăng tải trọng mang của tên lửa Proton. Động cơ cho tầng này đã được phát triển thành công. Tuy nhiên do KVRB lớn hơn so với Block-D nên đặc tính khí động của tên lửa, điều khiển bay, phần mềm, và có thể cả hệ thống điện tử cũng phải được đánh giá lại. Ngoài ra, bệ phóng có thể cung cấp cho phiên bản Proton hiện tại nhiên liệu hypergolic từ những nguồn riêng lẻ. Các tầng tên lửa phía trên được nạp nhiên liệu từ các ống dẫn nhiên liệu chạy dọc theo thân tên lửa. Việc thay đổi tầng tên lửa, đi kèm với thay đổi loại nhiên liệu sử dụng, sẽ gây phức tạp về mặt cấp nhiên liệu và hậu cần cho tên lửa.
Tên lửa đẩy hạng nặng Angara sẽ đơn giản và rẻ hơn tên lửa đẩy Proton (giống như tên lửa Atlas V, nó sẽ không sử dụng nhiên liệu hypergolic; thay vào đó nó sử dụng nhiên liệu tên lửa RP-1 giống như trên tên lửa Soyuz). Chúng cũng sẽ được thiết kế để có thể tích hợp tầng KVTK, và cũng đảm bảo nguồn cấp Oxy lỏng ngay tại bệ phóng.

### Các hệ thống tên lửa đẩy tương đương
- Delta IV Heavy
- Atlas V Heavy
- Ariane 5
- Long March 5
- Angara A5
- Falcon 9
- H-IIB
- Saturn I and IB
- Heavy-lift launch vehicle